# Kornelia Kubińska
Kornelia Kubińska, née Marek le 3 août 1985 à Marklowice, est une fondeuse polonaise.

## Biographie
Elle participe à ses premières compétitions officielles en 2002 et les Championnats du monde junior entre 2003 et 2005, pour un meilleur résultat de 16e sur le cinq kilomètres en 2005 à Rovaniemi. Elle accède à la Coupe du monde lors de l'hiver 2007-2008, où elle marque ses premiers points. En 2009, elle participe à son premier grand rendez-vous international, les Championnats du monde à Liberec où elle finit notamment vingtième du trente kilomètres et sixième au relais. 
En février 2010, aux Jeux olympiques, elle se classe 11e du trente kilomètres et 35e de la poursuite avant de prendre part au relais (sixième place). Peu après, elle subit un contrôle antidopage qui s'avère positif à l'EPO qui lui vaudra une suspension de deux ans par sa fédération. Ses résultats sont annulés ultérieurement par le CIO.
En 2012, elle fait son retour à la compétition sous le nom de Kubińska après son mariage.
Aux Championnats du monde 2013, elle achève deux courses au 23e rang.
La Polonaise honore sa deuxième sélection pour les Jeux olympiques en 2014, à Sotchi, y prenant la 32e en skiathlon, la 24e place au dix kilomètres, la 6e place en relais et la 40e place au trente kilomètres.
Lors de la saison 2014-2015, elle enregistre son meilleur résultat individuel avec une 21e place finale au Tour de ski, ainsi que son meilleur résultat en relais aux Championnats du monde, avec le cinquième rang à Falun.
Elle ne court pas lors de la saison 2015-2016 en raison d'une grossesse.
En 2017, pour sa dernière saison internationale, elle prend part à ses quatrièmes championnats du monde, où elle est encore 23e sur le trente kilomètres. Après une opération, elle décide la fin de sa carrière sportive.

## Palmarès

### Jeux olympiques d'hiver
| Épreuve / Édition | Sprint                           | Sprint                           | 10 km                            | 10 km                            | Poursuite Skiathlon 2 × 15 km | 30 km | Relais | Relais    |
| Épreuve / Édition | libre                            | classique                        | libre                            | classique                        | Poursuite Skiathlon 2 × 15 km | 30 km | Sprint | 4 × 10 km |
| JO 2010 Vancouver | Épreuve inexistante à cette date | —                                | DSQ                              | Épreuve inexistante à cette date | DSQ                           | DSQ   | —      | DSQ       |
| JO 2014 Sotchi    | —                                | Épreuve inexistante à cette date | Épreuve inexistante à cette date | 24e                              | 32e                           | 40e   | —      | 6e        |

Légende :
- : pas d'épreuve
- — : non disputée par Kubińska
- DSQ : disqualifiée

### Championnats du monde
| Épreuve / Édition           | Sprint                           | Sprint                           | 10 km                            | 10 km                            | Poursuite Skiathlon 2 × 7,5 km | 30 km | Relais | Relais   |
| Épreuve / Édition           | libre                            | classique                        | libre                            | classique                        | Poursuite Skiathlon 2 × 7,5 km | 30 km | Sprint | 4 × 5 km |
| Mondiaux 2009 Liberec       | 66e                              | Épreuve inexistante à cette date | Épreuve inexistante à cette date | 29e                              | 39e                            | 20e   | —      | 6e       |
| Mondiaux 2013 Val di Fiemme | Épreuve inexistante à cette date | 54e                              | 37e                              | Épreuve inexistante à cette date | 23e                            | 23e   | —      | 9e       |
| Mondiaux 2015 Falun         | Épreuve inexistante à cette date | 34e                              | 41e                              | Épreuve inexistante à cette date | 24e                            | DNF   | —      | 5e       |
| Mondiaux 2017 Lahti         | -                                | Épreuve inexistante à cette date | Épreuve inexistante à cette date | 39e                              | 36e                            | 23e   | —      | 8e       |

Légende :
- : pas d'épreuve
- — : Non disputée par Kubinska
- DNF : abandon

### Coupe du monde
- Meilleur classement général : 66e en 2015.
- Meilleur résultat individuel : 21e.

#### Classements en Coupe du monde
| Année     | Classement général final | Classement distance |
| 2007-2008 | 91e                      | 60e                 |
| 2008-2009 | 125e                     | 90e                 |
| 2009-2010 | 103e                     | 79e                 |
| 2013-2014 | 107e                     | 78e                 |
| 2014-2015 | 66e                      | 65e                 |

### Universiades
- Turin 2007 :
  -  Médaille de bronze en relais.

### Championnats de Pologne
- Championne sur quinze kilomètres libre en 2005.
- Championne sur cinq kilomètres classique, quinze kilomètres libre et relais en 2012.
- Championne sur cinq kilomètres libre et sprint par équipes en 2015.
- Championne sur cinq kilomètres classique, quinze kilomètres libre, sprint par équipe féminin, sprint par équipes mixte et relais en 2017.